# 真昼の魔女
『真昼の魔女』（まひるのまじょ、チェコ語: Polednice）作品108 B.196は、アントニン・ドヴォルザークが1896年に作曲した交響詩。

## 概要
カレル・ヤロミール・エルベンの詩集『花束』に収められた「真昼の魔女」（Polednice）に霊感を受けて作曲された。「真昼の魔女」はスラヴ神話に登場する昼の悪魔が題材となっている。本作は作曲者がアメリカ合衆国から故郷のボヘミアに帰って書かれた、国民的主題による楽曲群のうちのひとつである。
半公開の初演は1896年6月3日にアントニーン・ベネヴィッツの指揮によりプラハ音楽院で行われた。公開初演は1896年11月21日、ロンドンにおいてヘンリー・ウッドの指揮で行われている。

## あらすじ
母親が息子に対し、良い子にしていないと真昼の魔女を呼び出して連れていってもらうと注意する。少年は言いつけを守らず、魔女が現れる。恐ろしい生き物として描かれる魔女は子どもを要求する。本当に魔女が来てしまったことに慄いた母は慌てて息子を掴み、魔女は2人を追いかけ始める。母は息子を掴んだままついに気を失ってしまう。その日、帰宅した父親は気絶した妻と彼女の腕に抱かれて絶命した息子を目の当たりにする。母は魔女から息子を守ろうとして誤って窒息させてしまっていたのだ。物語は恐ろしい出来事に対する父親の嘆きによって閉じられる。

## 楽器編成
編成は19世紀の標準的な交響楽団にバスクラリネットとチューブラーベルを加えたものとなっている。
ピッコロ、フルート2、オーボエ2、クラリネット2、バスクラリネット、ファゴット2、ホルン4、トランペット2、トロンボーン3、テューバ、ティンパニ、大太鼓、シンバル、トライアングル、鐘、弦五部。

## 楽曲構成
ドヴォルザークの他の交響詩とは異なり、本作はエルベンによる原作の筋書きに忠実に沿っているわけではない。スケルツォ風の部分が挿入されて全体が4つの部分に分かれていることから、交響曲に似た構成を意識したのではないかと思われる。ドヴォルザークの書簡によると、曲の各部分は以下のような内容を表現したものとなっている。
子どもが静かに一人遊びをしており雄鶏のおもちゃが気になり始めている。母は食事の用意をしている。クラリネットによる長閑な旋律に開始し、これが弦楽器に受け継がれていく（譜例1）。
譜例１
泣き出した子どもに苛立った母親は、真昼の魔女がくると脅して叱りつける。オーボエが予告していた4つの変ハ音が弦楽器で強く出され、劇的な展開となる。すると子どもは静まり、これまでの過程を繰り返す。音楽も冒頭へ戻って再び譜例1から開始される。母親が再度子どもを叱ると、静かにドアを開けて小柄な魔女が母親へと歩み寄ってくる。4/4拍子となり、弱音器をつけて静かに下降する弦に導かれて低音の木管楽器に魔女のモチーフとなる重苦しい主題が出る（譜例2）。
譜例2
ホルンとトロンボーンが子どもを要求する魔女を表し、母親が必死に抵抗する一方で魔女は子どもにつかみかかろうとする。魔女の登場が楽器を変更して繰り返されると速度はアレグロとなり、スケルツォに相当するこの箇所では魔女が踊りまわり、息も絶え絶えとなった母親はついに叫び声をあげて倒れこむ。ここで連続するハ音によって正午が告げられ、魔女は姿を消す。アンダンテへと速度が落ちると、何も知らない父親が帰ってくる（譜例3）。
譜例3
呼吸をせず倒れている妻を発見した彼はどうにか彼女の甦生に成功するが、母の下敷きとなり事切れた息子を目の当たりにしてさらに動揺する。魔女のモチーフが重々しく奏され、曲の最後に魔女は呪いの言葉を残す。